# Сулейманов, Джангир Чингизович
Джанги́р Чинги́зович Сулейма́нов (азерб. Cangir Çingiz oğlu Süleymanov; род. 27 января 1970, Баку) — российский режиссёр-мультипликатор.

## Биография
Родился 27 января 1970 года в Баку, Азербайджанской ССР.
В 1989 году окончил курсы художников-аниматоров при ВГИК.
С 1991 года живёт и работает в городе Санкт-Петербург.
Как аниматор, он принимал участие в проектах «D.A.R.E.», «Global Bears Rescue», «Приключения в Изумрудном городе», «Крепкий орешек», а также в производстве телевизионных заставок и рекламных роликов.
Работал карикатуристом в газете «Деловой Петербург», занимается графикой и дизайном. Режиссёр анимационного сериала «300 историй о петербуржцах» (2003).
Получил известность как режиссёр мультфильмов «Смешарики», «Летающие звери», «Пиратская школа».
В 2020 году КиноПоиск сообщил, что фильм «Смешарики», режиссёром которого был Сулейманов, вошёл в Топ-20 популярных фильмов и сериалов.
Автор и участник крупного Проекта «Айдын и Айдан», цель которого с помощью анимационного кино приобщить детей к истории и культуре Азербайджана
Свою задачу видит в том,
Чтобы создавать светлые мультфильмы, стараться делать мир лучше.

## Фильмография

### Режиссёр-мультипликатор
- 2003 — 300 историй о петербуржцах
- 2003—2012, 2020—2023 — Смешарики

| Список серий классического сериала «Смешарики», поставленные Джангиром Сулеймановым: | Список серий классического сериала «Смешарики», поставленные Джангиром Сулеймановым: | Список серий классического сериала «Смешарики», поставленные Джангиром Сулеймановым: | Список серий классического сериала «Смешарики», поставленные Джангиром Сулеймановым: | Список серий классического сериала «Смешарики», поставленные Джангиром Сулеймановым: |
| № серии                                                                              | Название                                                                             | Сценарист серии                                                                      | Примечания                                                                           | Год производства                                                                     |
| ------------------------------------------------------------------------------------ | ------------------------------------------------------------------------------------ | ------------------------------------------------------------------------------------ | ------------------------------------------------------------------------------------ | ------------------------------------------------------------------------------------ |
| 17                                                                                   | Ля                                                                                   | Алексей Лебедев                                                                      | —                                                                                    | 2004                                                                                 |
| 26                                                                                   | Рецепт хорошего отдыха                                                               | Алексей Лебедев                                                                      | —                                                                                    | 2004                                                                                 |
| 32                                                                                   | Тайное общество                                                                      | Алексей Лебедев                                                                      | —                                                                                    | 2004                                                                                 |
| 34                                                                                   | Что нужно всем                                                                       | Алексей Лебедев                                                                      | —                                                                                    | 2005                                                                                 |
| 38                                                                                   | Играй, гармония!                                                                     | Алексей Лебедев                                                                      | —                                                                                    | 2005                                                                                 |
| 47                                                                                   | Метеорология                                                                         | Алексей Лебедев                                                                      | —                                                                                    | 2005                                                                                 |
| 61                                                                                   | В начале было слово                                                                  | Алексей Лебедев                                                                      | —                                                                                    | 2006                                                                                 |
| 73                                                                                   | Биби и его папа                                                                      | Алексей Лебедев                                                                      | —                                                                                    | 2006                                                                                 |
| 88                                                                                   | Линии судьбы                                                                         | Алексей Лебедев                                                                      | —                                                                                    | 2007                                                                                 |
| 95                                                                                   | Кулинария                                                                            | Алексей Лебедев                                                                      | —                                                                                    | 2007                                                                                 |
| 100                                                                                  | Смысл жизни                                                                          | Алексей Лебедев                                                                      | —                                                                                    | 2007                                                                                 |
| 104                                                                                  | Зачем нужны друзья?                                                                  | Алексей Лебедев                                                                      | —                                                                                    | 2008                                                                                 |
| 130                                                                                  | Красная книга                                                                        | Алексей Лебедев                                                                      | —                                                                                    | 2008                                                                                 |
| 136                                                                                  | Индийский чай                                                                        | Алексей Лебедев                                                                      | —                                                                                    | 2009                                                                                 |
| 146                                                                                  | Картография                                                                          | Алексей Лебедев                                                                      | —                                                                                    | 2009                                                                                 |
| 154                                                                                  | Распорядок                                                                           | Алексей Лебедев                                                                      | Серии входят в «Азбуку здоровья»                                                     | 2009                                                                                 |
| 159                                                                                  | Всё успеть                                                                           | Дмитрий Яковенко                                                                     | Серии входят в «Азбуку здоровья»                                                     | 2009                                                                                 |
| 179                                                                                  | Сила воли                                                                            | Алексей Лебедев                                                                      | —                                                                                    | 2010                                                                                 |
| 189                                                                                  | Что принесёт ветер?                                                                  | Алексей Лебедев                                                                      | —                                                                                    | 2010                                                                                 |
| 237                                                                                  | Юристы                                                                               | Алексей Лебедев                                                                      | —                                                                                    | 2020                                                                                 |
| 247                                                                                  | Клуб разбитых сердец                                                                 | Алексей Лебедев                                                                      | —                                                                                    | 2020                                                                                 |
| 248                                                                                  | Золотой век                                                                          | Алексей Лебедев                                                                      | —                                                                                    | 2020                                                                                 |
| 249 / 255                                                                            | Эмигрант                                                                             | Алексей Лебедев                                                                      | —                                                                                    | 2020                                                                                 |
| 266                                                                                  | Справочное бюро                                                                      | Алексей Лебедев                                                                      | —                                                                                    | 2021                                                                                 |
| 276                                                                                  | Церемониймейстер                                                                     | Алексей Лебедев                                                                      | —                                                                                    | 2021                                                                                 |
| 278                                                                                  | День учителя                                                                         | Дмитрий Яковенко                                                                     | —                                                                                    | 2021                                                                                 |
| 282                                                                                  | Причастность                                                                         | Алексей Лебедев                                                                      | —                                                                                    | 2021                                                                                 |
| 301                                                                                  | Погребок                                                                             | Вадим Бочанов                                                                        | завершил серию как режиссёр после смерти Галины Воропай                              | 2022                                                                                 |
| 308                                                                                  | Внутреннее пространство                                                              | Алексей Лебедев                                                                      | —                                                                                    | 2022                                                                                 |
| 313                                                                                  | Остров                                                                               | Наталья Песочинская                                                                  | совместно с Андреем Жидковым                                                         | 2022                                                                                 |
| 315                                                                                  | Музей                                                                                | Вадим Бочанов                                                                        | —                                                                                    | 2022                                                                                 |
| 319                                                                                  | Старики и море                                                                       | Алексей Лебедев                                                                      | —                                                                                    | 2022                                                                                 |
| 324                                                                                  | Повод для жизни                                                                      | Алексей Лебедев                                                                      | —                                                                                    | 2023                                                                                 |
| 326                                                                                  | Неизвестный кот в ящике                                                              | Алексей Лебедев                                                                      | —                                                                                    | 2023                                                                                 |

- 2010—2019 — Фиксики
- 2011—2017 — Пин-Код

| Список серий спин-оффа «Смешариков» — «Пин-Код», поставленные Джангиром Сулеймановым: | Список серий спин-оффа «Смешариков» — «Пин-Код», поставленные Джангиром Сулеймановым: | Список серий спин-оффа «Смешариков» — «Пин-Код», поставленные Джангиром Сулеймановым: | Список серий спин-оффа «Смешариков» — «Пин-Код», поставленные Джангиром Сулеймановым: | Список серий спин-оффа «Смешариков» — «Пин-Код», поставленные Джангиром Сулеймановым: |
| № серии                                                                               | Название                                                                              | Сценарист серии                                                                       | Примечания                                                                            | Год производства                                                                      |
| ------------------------------------------------------------------------------------- | ------------------------------------------------------------------------------------- | ------------------------------------------------------------------------------------- | ------------------------------------------------------------------------------------- | ------------------------------------------------------------------------------------- |
| 9                                                                                     | Жажда скорости                                                                        | Дмитрий Яковенко                                                                      | —                                                                                     | 2011                                                                                  |
| 13                                                                                    | Электробитва                                                                          | Дмитрий Яковенко                                                                      | —                                                                                     | 2011                                                                                  |
| 34                                                                                    | Бортовой дневник                                                                      | Дмитрий Яковенко                                                                      | —                                                                                     | 2012                                                                                  |
| 40                                                                                    | Метод Ёжика                                                                           | Дмитрий Яковенко                                                                      | —                                                                                     | 2013                                                                                  |
| 44                                                                                    | Кремень                                                                               | Дмитрий Яковенко                                                                      | —                                                                                     | 2013                                                                                  |
| 47                                                                                    | Бортовой дневник 2                                                                    | Дмитрий Яковенко                                                                      | —                                                                                     | 2013                                                                                  |
| 49                                                                                    | Яркий след в истории                                                                  | Дмитрий Яковенко                                                                      | —                                                                                     | 2013                                                                                  |
| 52                                                                                    | Суперстирка                                                                           | Дмитрий Яковенко                                                                      | —                                                                                     | 2013                                                                                  |
| 56                                                                                    | Баранка                                                                               | Дмитрий Яковенко                                                                      | серия имела первоначальный сценарий                                                   | 2014                                                                                  |
| 60                                                                                    | Тайна сгоревшей планеты                                                               | Дмитрий Яковенко                                                                      | —                                                                                     | 2014                                                                                  |
| 63                                                                                    | Контакт                                                                               | Дмитрий Яковенко                                                                      | —                                                                                     | 2015                                                                                  |
| 73                                                                                    | Без страха и упрёка                                                                   | Дмитрий Яковенко                                                                      | —                                                                                     | 2015                                                                                  |
| 75                                                                                    | Карамболь                                                                             | Иордан Кефалиди                                                                       | —                                                                                     | 2015                                                                                  |
| 78                                                                                    | За секунду до…                                                                        | Дмитрий Яковенко                                                                      | —                                                                                     | 2015                                                                                  |
| 83                                                                                    | Лучшая валентинка во Вселенной                                                        | Дмитрий Яковенко                                                                      | —                                                                                     | 2015                                                                                  |
| 95                                                                                    | Верный знак                                                                           | Дмитрий Яковенко                                                                      | —                                                                                     | 2017                                                                                  |
| 96                                                                                    | Риторический вопрос                                                                   | Дмитрий Яковенко                                                                      | —                                                                                     | 2017                                                                                  |
| 97                                                                                    | Героический кубик                                                                     | Дмитрий Яковенко                                                                      | —                                                                                     | 2017                                                                                  |
| 98                                                                                    | Тирликурендуй                                                                         | Дмитрий Яковенко                                                                      | —                                                                                     | 2017                                                                                  |
| 104                                                                                   | Новый год по-взрослому!                                                               | Дмитрий Яковенко                                                                      | —                                                                                     | 2017                                                                                  |
| 105                                                                                   | Бортовой дневник 4                                                                    | Дмитрий Яковенко                                                                      | —                                                                                     | 2018                                                                                  |

- 2012—2013 — Смешарики. Новые приключения

| Список серий спин-оффа «Смешариков» — «Новые приключения», поставленные Джангиром Сулеймановым: | Список серий спин-оффа «Смешариков» — «Новые приключения», поставленные Джангиром Сулеймановым: | Список серий спин-оффа «Смешариков» — «Новые приключения», поставленные Джангиром Сулеймановым: | Список серий спин-оффа «Смешариков» — «Новые приключения», поставленные Джангиром Сулеймановым: |
| № серии                                                                                         | Название                                                                                        | Сценарист серии                                                                                 | Год производства                                                                                |
| ----------------------------------------------------------------------------------------------- | ----------------------------------------------------------------------------------------------- | ----------------------------------------------------------------------------------------------- | ----------------------------------------------------------------------------------------------- |
| 13                                                                                              | Похитители времени                                                                              | Алексей Лебедев                                                                                 | 2012                                                                                            |
| 27                                                                                              | Мой странный юмор                                                                               | Алексей Лебедев                                                                                 | 2013                                                                                            |

- 2012—2015 — Летающие звери
- 2014—2016 — Малыши и летающие звери
- 2014 — Рободзяки
- 2015—2016 — Тима и Тома
- 2016—2018 — Смешарики. Спорт

| Список серий спин-оффа «Смешариков» — «Спорт», поставленные Джангиром Сулеймановым: | Список серий спин-оффа «Смешариков» — «Спорт», поставленные Джангиром Сулеймановым: | Список серий спин-оффа «Смешариков» — «Спорт», поставленные Джангиром Сулеймановым: | Список серий спин-оффа «Смешариков» — «Спорт», поставленные Джангиром Сулеймановым: |
| № серии                                                                             | Название                                                                            | Сценарист серии                                                                     | Год производства                                                                    |
| ----------------------------------------------------------------------------------- | ----------------------------------------------------------------------------------- | ----------------------------------------------------------------------------------- | ----------------------------------------------------------------------------------- |
| 4                                                                                   | Ради здоровья                                                                       | Алексей Лебедев                                                                     | 2016                                                                                |
| 8                                                                                   | СуперМегаЭкстраПрофи                                                                | Алексей Лебедев                                                                     | 2016                                                                                |
| 11                                                                                  | Королева кёрлинга                                                                   | Алексей Лебедев                                                                     | 2016                                                                                |
| 14                                                                                  | Таланты и поклонница                                                                | Аделаида Фортель (Инга Киркиж)                                                      | 2016                                                                                |

- 2018—2020 — Пиратская школа
- 2018—2019 — Смешарики. ПИН-код (Финансовая грамотность)
- 2018 — Смешарики. Вид сверху
- 2020 — Приключения Пети и Волка

### Сценарист
- 2003 — 300 историй о петербуржцах

### Художник-постановщик
- 2018 — Бредовая канитель

### Один из художников
- 2003—300 историй о петербуржцах

### Художник-мультипликатор (аниматор)
- 1996 — Крепкий орешек (реж. Константин Бронзит)
- 1999—2000 — Приключения в Изумрудном городе (реж. Александр Макаров, Илья Максимов, Денис Чернов)
- 2018 — Бредовая канитель (реж. Сергей Васильев, Лариса Малюкова, Наталья Румянцева, Игорь Мельников, Сергей Капков, Марина Ланда, Сергей Карпов, Дина Годер, Святослав Ушаков)
- 2018—2020 — Пиратская школа

### Актёр озвучивания
- Смешарики. Начало — Таксист-азиат
- Смешарики. ПИН-код — червяк Резонансик
- Тима и Тома — Воришка (серия «Ночной воришка»)[9]

## Награды

### Смешарики
- В 2005 году «Смешарики» получили гран-при Международного фестиваля «China International Cartoon and Digital Art Festival», проходящего в Гуанчжоу. В том же году «Смешарики» были награждены призом зрительских симпатий Международного фестиваля телевизионной мультипликации «Cartoons on the Bay», проходящего в Италии[10].
- В 2008 году мультсериал получил Государственную премию РФ в области культуры и искусства[11][12]. Материальная часть в размере 5 миллионов рублей была разделена между художественным руководителем проекта Анатолием Прохоровым, художником-постановщиком Салаватом Шайхинуровым и продюсером Ильёй Поповым.

### Летающие звери
- Мультфильмы студии участвуют во многих российских и международных фестивалях, в том числе в фестивале «Послание к человеку» в Санкт-Петербурге, Открытом Российском фестивале анимационного кино в Суздале[13], «Anca» в Словакии, «LIAF» в Лондоне.
- В 2012 году X Международный Фестиваль анимационных искусств «Мультивидение» вручил Диплом «За искусство — не только ради искусства» сериалу «Летающие звери» (студия «Да»).[14]
- В 2013 году XI Международный Фестиваль анимационных искусств «Мультивидение» вручил Диплом «За доброту» серии «Хосе уже не тот» сериал «Летающие звери».[15]
- В 2015 году серия «Легкий слон» прошла отбор в категории телевизионных сериалов на Международном фестивале анимационных фильмов в Анси[16][17] и получила первый приз в международном анимационном фестивале «Constantine’s gold coin[18]» в Сербии[19][20][21][22].